# Noorder-Koggenland
Noorder-Koggenland  è una località olandese situata nel comune di Medemblik, nella provincia dell'Olanda Settentrionale.